# Šimun (pleme)
Šimun (heb שִׁמְעוֹן Šim'on; samaritanski hebrejski: Šem'un; grč. Συμεών i Σεμεών; eng. Tribe of Simeon) ime je za izraelsko pleme čiji je rodozačetnik, prema biblijskom izvještaju, bio Jakovljev sin Šimun. Pleme Šimun kasnije se asimilirano u pleme Juda.
Biblija ne donosi posebne granice plemena Šimun. Popis gradova koji su uključeni u područje Šimunovo u Knjizi Jošuinoj (Jš 19,1-9), vjerojatno predstavlja mnogo kasniju administrativnu podjelu Kraljevstva Jude. Ti se gradovi nalaze na krajnjem jugu Judinog teritorija.

## Etimologija
Biblija donosi narodnu etimologiju koja izvodi značenje imena Šimun iz glagola šma‘ (slušati, čuti). Druga je mogućnost da ovo ime dolazi iz riječi koja u arapskom zvuči sim‘, a znači „hijena“, gdje bi ona „šimon“ bio umanjenica. Takvo oblikovanje imena nije rijetkost kod drevnih semita. Ipak do danas nije jasno koji je pravi izvor ovog imena.

## Šimun i Juda
Izraelski arheolog Aharoni pretpostavlja da je postojao plemenski savez između Jude, Šimuna, Kalebovaca i još nekih klanova. Biblijska Knjiga o Sucima spominje poseban savez što je postojao između Jude i Šimuna u slučaju opasnosti. Šimun je, prema tim izvještajima, doista i pomogao Judi protiv kanaanskih naroda (usp. Suci 1,4.17). S druge strane, nema izvještaja o Judinu pomaganju Šimunu, što bi mogao biti još jedan dokaz o ovisnosti toga plemena o Judi.
U Bibliji nema mnogo drugih vijesti o događajima vezanim za ovo pleme, a Šimun se ne spominje nigdje u izvanbiblijskim tekstovima.